# Джонсон, Бен (футболист)
Бенджамин Энтони Джонсон (англ. Benjamin Anthony Johnson; родился 24 января 2000), более известный как Бен Джонсон (англ. Ben Johnson) — английский футболист, защитник клуба «Ипсвич Таун».

## Клубная карьера
Уроженец боро Уолтем-Форест, северо-восточный Лондон, Джонсон начал выступать в футбольной академии «Вест Хэм Юнайтед» в возрасте семи лет. Изначально выступал на позиции крайнего атакующего полузащитника, но впоследствии стал крайним защитником. В январе 2018 года подписал свой первый профессиональный контракт с «молотобойцами».
27 февраля 2019 года дебютировал в Премьер-лиге, выйдя в стартовом составе на позиции левого защитника в матче против «Манчестер Сити».
1 июля 2024 года перешёл в клуб «Ипсвич Таун» в качестве свободного агента после истечения контракта с «Вест Хэм Юнайтед».

## Личная жизнь
Бен — племянник экс-защитника «Манчестер Юнайтед» и сборной Англии Пола Паркера и двоюродный брат экс-защитника «Тоттенхэм Хотспур» и сборной Англии Ледли Кинга.

## Достижения
«Вест Хэм Юнайтед»
- Победитель Лиги конференций УЕФА: 2022/23